# The Gits
The Gits foi uma banda americana de punk rock formada em Yellow Springs, Ohio em 1986. Eles fizeram parte da cena musical de Seattle do início da decada de 1990 e eram conhecidos por suas impetuosas performances. Os membros da banda eram Mia Zapata (vocal), Joe Spleen (guitarra), Matt Dresdner (baixo) e Steve Moriarty (bateria). A banda acabou em 1993, após o assassinato de Zapata.
Durante o tempo em que tocaram juntos, a banda lançou dois álbuns de estúdio, uma compilação, um álbum gravado ao vivo e três singles. Zapata é citada constantemente como uma influência em diversas cantoras, principalmente no movimento riot grrl.